# Achelia chelata
Achelia chelata är en havsspindelart som först beskrevs av Hilton, W.A. 1939.  Achelia chelata ingår i släktet Achelia och familjen Ammotheidae. Inga underarter finns listade i Catalogue of Life.